# 슐로스키르헤

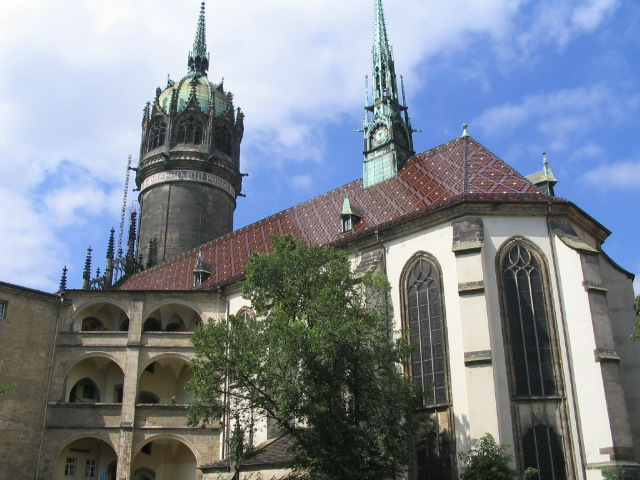

슐로스키르헤(Schlosskirche) 또는 성 교회(All Saints' Church)는 독일 작센안할트주 비텐베르크에 위치한 루터 교회이다.
이 지역은 필리프 멜란히톤에 따르면 1517년 마르틴 루터가 95개 반박문을 게시한 곳으로, 종교 개혁의 시작점으로 불린다.
1883년 이후로 이 교회는 기념지로 복원되었으며 루터의 게시 이후 375년만인 1892년 10월 31일 재개관되었다.